# Tetrix mundus
Tetrix mundus är en insektsart som först beskrevs av Walker, F. 1871.  Tetrix mundus ingår i släktet Tetrix och familjen torngräshoppor. Inga underarter finns listade i Catalogue of Life.